# 小米黄耆
小米黄蓍（学名：Astragalus satoi）是豆科黄芪属的植物，为中国的特有植物。分布在中国大陆的陕西、内蒙古、甘肃等地，生长于海拔500米至3,750米的地区，多生在草甸、山谷草甸、草原带阳坡、山坡草甸及向阳草甸，目前尚未由人工引种栽培。